# Cefn Druids Association Football Club
Maillots
Actualités
Le Cefn Druids Football Club est un club de football gallois basé à Cefn, une communauté du county borough de Wrexham. Il a été fondé en 1992 par fusion entre Cefn Albion et Druids United, deux clubs de football locaux.
Dépourvu de tout palmarès hormis une finale de coupe du pays de Galles en 2012, le club participe à sa première campagne européenne la même année.

## Historique
- 1992 : fondation du Cefn Druids Association Football Club par fusion de Cefn Albion et de Druids United[1].
- 2003 : le club est renommé NEWI Cefn Druids[1].
- 2012 : Première participation du club à une compétition européenne.

## Bilan sportif

### Palmarès
- Coupe du pays de Galles
  - Finaliste : 2012.

### Bilan par saison
|           | I  | II | Points | Journées | V  | N  | D  | b.p. | b.c. | Diff. |
| 2017-2018 | 5  |    | 44 pts | 32       | 12 | 8  | 12 | 38   | 41   | -3    |
| 2016-2017 | 8  |    | 39 pts | 32       | 9  | 12 | 11 | 40   | 48   | -8    |
| 2015-2016 |    | 1  |        | 30       |    |    |    |      |      |       |
| 2014-2015 | 11 |    | 27 pts | 32       | 7  | 6  | 19 | 38   | 64   | -26   |
| 2013-2014 |    | 1  | 73 pts | 30       | 22 | 7  | 1  | 90   | 20   | +70   |
| 2012-2013 |    | 2  | 69 pts | 30       | 22 | 3  | 5  | 79   | 32   | +47   |
| 2011-2012 |    | 6  | 54 pts | 30       | 17 | 3  | 10 | 58   | 42   | +16   |

Légende :
- I / II / III : division jouée
- V / N / D : victoires / matchs nuls / défaites
- b.p. / b.c. : buts pour / buts contre
- Diff : différence de buts
- Champion du pays de Galles
- Promotion dans le championnat hiérarchiquement supérieur
- Relégation dans le championnat hiérarchiquement inférieur

### Bilan européen
Note : dans les résultats ci-dessous, le score du club est toujours donné en premier.
| Saison    | Compétition  | Tour              | Club      | Domicile | Extérieur | Total |
| --------- | ------------ | ----------------- | --------- | -------- | --------- | ----- |
| 2012-2013 | Ligue Europa | Premier tour Q    | MYPA      | 0 - 0    | 0 - 5     | 0 - 5 |
| 2018-2019 | Ligue Europa | Tour préliminaire | FK Trakai | 1 - 1    | 0 - 1     | 1 - 2 |

Légende
- Victoire ou qualification pour le tour suivant
- Match nul
- Défaite ou élimination de la compétition

## Joueurs et personnages du club

### Entraîneurs du club
| Nom                 | Période               |
| ------------------- | --------------------- |
| Gareth Powell       | juillet 1998-mai 2001 |
| Steve O'Shaughnessy | juin 2001-avril 2004  |
| Alun Morgan         | mai 2004-octobre 2004 |

| Nom                       | Période                |
| ------------------------- | ---------------------- |
| Dixie McNeil              | décembre 2004-mai 2007 |
| Lee Jones Waynne Phillips | juin 2007-avril 2010   |

| Nom             | Période    |
| --------------- | ---------- |
| Waynne Phillips | avril 2010 |
| Huw Griffiths   | mai 2010-  |

## Participations européennes
| Compétition             | Matchs joués | Victoires | Matchs nuls | Défaites | Buts pour | Buts contre |
| ----------------------- | ------------ | --------- | ----------- | -------- | --------- | ----------- |
| Ligue des champions     | 0            | 0         | 0           | 0        | 0         | 0           |
| Ligue Europa            | 2            | 0         | 1           | 1        | 0         | 5           |
| Total compétitions UEFA | 2            | 0         | 1           | 1        | 0         | 5           |

La première campagne européenne des Cefn Druids a lieu lors de la saison 2012-2013. Elle est consécutive à la qualification en finale de la coupe du pays de Galles 2012 à l'issue de laquelle le club s'incline face aux New Saints. Le 31 mai 2012, l'UEFA confirme la qualification des Cefn Druids par le biais d'une licence spéciale.